# Amoea iniqua
Amoea iniqua är en insektsart som först beskrevs av Walker 1853.  Amoea iniqua ingår i släktet Amoea och familjen fjärilsländor. Inga underarter finns listade i Catalogue of Life.